# Carey Mulliganová
Carey Hannah Mulliganová (nepřechýleně Mulligan; * 28. května 1985, Londýn) je britská herečka. Je držitelkou několika ocenění, včetně ceny BAFTA a tří nominací na Oscara. 
Svůj filmový debut zaznamenala díky vedlejší roli v romantickém dramatu Pýcha a předsudek (2005), po které následovaly různé televizní role, včetně dramatického seriálu Ponurý dům (2005), televizního filmu Northangerské opatství (2007) a hostující role ve fantasy Pán času. Svůj debut na Broadwayi zaznamenala ve hře Racek (2008).
Průlomovou rolí se pro ni stala školačka z 60. let ve filmu Škola života (2009), za níž získala cenu BAFTA za nejlepší herečku v hlavní roli a nominaci na Oscara za nejlepší herečku. Dalšího uznání se já dostalo za výkony ve filmech Neopouštěj mě (2010), Drive (2011), Stud (2011), Velký Gatsby (2013), V nitru Llewyna Davise (2013), Daleko od hlučícího davu (2015), Sufražetka (2015), Wildlife (2018) a Když promluvila (2022). Za svůj výkon v divadelní hře Skylight (2015) byla nominována na cenu Tony. Další dvě nominace na Oscara obdržela za role mladé pomstychtivé ženy v černé komedii Nadějná mladá žena (2020) a herečky Felicie Montealegreové v životopisném filmu Maestro (2023).
Od roku 2012 je jejím manželem hudebník Marcus Mumford, s nímž má dvě děti.

## Filmografie
| Rok  | Název                                  | Role                | Poznámky                 |
| ---- | -------------------------------------- | ------------------- | ------------------------ |
| 2005 | Pýcha a předsudek                      | Kitty Bennet        |                          |
| 2007 | And When Did You Last See Your Father? | Rachel              |                          |
| 2009 | Dar                                    | Rose                |                          |
| 2009 | Bratři                                 | Cassie Willis       |                          |
| 2009 | Veřejní nepřátelé                      | Carol Slayman       |                          |
| 2009 | Škola života                           | Jenny Mellor        |                          |
| 2010 | Neopouštěj mě                          | Kathy H             |                          |
| 2010 | Wall Street: Peníze nikdy nespí        | Winnie Gekko        |                          |
| 2011 | Drive                                  | Irene               |                          |
| 2011 | Stud                                   | Sissy Sullivan      |                          |
| 2013 | Velký Gatsby                           | Daisy Buchanan      |                          |
| 2013 | V nitru Llewyna Davise                 | Jean Berkey         |                          |
| 2015 | Daleko od hlučícího davu               | Bathsheba Everdene  |                          |
| 2015 | Sufražetka                             | Maud Watts          |                          |
| 2017 | Mudbound                               | Laura McAllan       |                          |
| 2018 | Wildlife                               | Jeanette Brinson    |                          |
| 2020 | Nadějná mladá žena                     | Cassie Thomas       | také výkonná producentka |
| 2020 | A Christmas Carol                      | Belle (dabing)      |                          |
| 2021 | Vykopávky                              | Edith Pretty        |                          |
| 2022 | Když promluvila                        | Megan Twohey        |                          |
| 2023 | Saltburn                               | Pamela              |                          |
| 2023 | Maestro                                | Felicia Montealegre |                          |
| 2024 | Spaceman                               | Lenka Procházka     | postprodukce             |